# Volodymyr Dakhno
Volodymyr Avksentiyovych Dakhno (en ukrainien : Володимир Авксентійович Дахно; en russe : Владими́р Авксе́нтьевич Дахно́, Vladimir Avksentievich Dakhno), né à Zaporijia (URSS, actuellement en Ukraine) le 7 mars 1932 et mort à Kiev le 28 juillet 2006 , est un réalisateur et scénariste de film d’animation soviétique et ukrainien.

## Biographie
Après avoir brièvement suivi les études de médecine, Dakhno s'inscrit à l'Université nationale de construction et d'architecture de Kiev dont il est diplômé en 1955. Il entame la carrière d'architecte à Kiev avant d'être invité à travailler à Kievnauchfilm (actuellement Ukranimafilm (uk)).
Lauréat du prix national Taras Chevtchenko (Ukraine) en 1988, artiste du Peuple de l'Ukraine (1996). Connu pour la série d'animation en neuf épisodes Cosaques, Volodymyr Dakhno a créé en tout plus d'une vingtaine de films d'animation en tant que dessinateur et autant en tant que réalisateur. Il a pris sa retraite dans les années 1990, après la dislocation de l'Union soviétique et la fermeture de la société de production cinématographique. 28 juillet 2006, Dakhno est décédé d'une crise cardiaque dans son sommeil à son domicile à Kiev. Il repose au cimetière Baïkov.
Le 7 novembre 2013, Google a publié un doodle à sa mémoire.

## Filmographie
- 1967 : Cosaques (série de dessins animés) (ru)